# Cataglyphis mauritanica
Cataglyphis mauritanica es una especie de hormiga del género Cataglyphis, familia Formicidae. Fue descrita científicamente por Emery en 1906.
Se distribuye por Argelia, Marruecos y Túnez. Vive en matorrales y el suelo.